# Kötz (Günz)
Die Kötz ist ein ungefähr 13,2 km langer, linker Nebenfluss der Günz. Somit ist sie ein indirekter rechter Nebenfluss der Donau in Bayern, Deutschland. Es ist ein Gewässer III. Ordnung.

## Name
Da für den Flussnamen keine historischen Belege bekannt sind, wurde vermutlich der Ortsname auf den Fluss übertragen. Der Name leitet sich wohl vom germanischen Wortstamm *kat- mit der Bedeutung 'gewinkelte Bachkrümmung' ab und nimmt vielleicht Bezug auf den Mündungswinkel von Kötz und Günz, an welchem die Ortschaft Großkötz liegt.

## Verlauf
Die Kötz entspringt im Stoffenrieder Forst auf ca. 516 m ü. NN nördlich der Kreisstraße NU 2/GZ 1 (Schießen (Gemeinde: Roggenburg)) – Stoffenried (Gemeinde: Ellzee). Der in nördlicher Richtung fließende Bach, dessen Einzugsgebiet ungefähr 35 km² groß ist, überwindet auf den 13,2 km einen Höhenunterschied von ungefähr 58 m. Die Kötz mündet zwischen Groß- und Kleinkötz nahe der Brücke der Kreisstraße GZ 5 über die Günz auf ca. 458 m ü. NN in die Günz.
Folgende Ortschaften liegen im Tal der Kötz (von Süden nach Norden):
- Autenried und Rieden an der Kötz (beide: Stadt Ichenhausen)
- Großkötz (Gemeinde Kötz)

## Nebenbäche
Nördlich von Ingstetten (Gemeinde: Roggenburg) entspringt auf ca. 530 m ü. NN ein namenloser Bach oder Graben, der länger als die Kötz ist. Er mündet im Stoffenrieder Forst in die Kötz – in etwa auf der Höhe von Hausen (Gemeinde: Ellzee) auf ca. 502 m ü. NN.
Etwas weiter nördlich bei dem südlichsten der von der Kötz durchflossenen Weihergehauteiche (ca. 495 m ü. NN) mündet die Äußere Kötz in die Kötz. Die Quelle der Äußeren Kötz befindet sich nördlich von Unteregg (Gemeinde: Roggenburg) im Stoffenrieder Forst auf 512 m ü. NN.
Kurz vor der Mündung der Kötz in die Günz mündet in Großkötz der Taubriedgraben auf ca. 459 m ü. NN in die Kötz.